# Samuel Foucault
Pour les articles homonymes, voir Foucault.
Samuel Foucault, né le 23 juillet 1992 à Chartres, est un ancien handballeur français.

## Biographie
Samuel Foucault bénéficie des sections sports-études au collège Mathurin Régnier de Chartres puis du Lycée Marceau. Il intègre l'équipe première du Chartres Mainvilliers HB à seize ans et joue son premier match de Nationale 1 à 17 ans. Le tout en faisant ses études secondaires au Lycée Marceau puis son BTS Management des unités commerciales au Lycée Fulbert.
Après un an au CER (centre d'entraînement régional) puis trois ans de pôle espoir à Chartres, la question se pose de partir en centre de formation dans un club de D1 ou de rester dans son club formateur, qui a un projet sérieux pour accéder au plus haut niveau. Il choisit de rester dans celui qu'il appelle son club de cœur.
En 2009, il est remporte le Festival olympique de la jeunesse européenne (hu) avec l'équipe de France jeune en compagnie notamment de Hugo Descat, Julian Emonet, O'Brian Nyateu, Baptiste Bonnefond, Benjamin Bataille, Timothey N'Guessan, Antoine Gutfreund, Kévin Rondel, Jordan Bonilauri et Théophile Caussé.
Lors de la saison 2012-2013, Foucault signe son premier contrat professionnel et fait partie de l'équipe de la semaine au terme de la 7e journée après avoir réalisé un 7/7 et inscrit le penalty de la victoire pour Chartres.
Lors de la saison 2014-2015, Samuel Foucault entame sa dixième saison au club et est, avec le troisième gardien Louis Prévost, le seul joueur originaire de l'agglomération chartraine de l'effectif. Au début de la saison, Foucault signe un nouveau contrat avec le CMHB 28. Le club chartrain créé la surprise lors des play-off du Championnat de France D2 qu'il remporte, synonyme d'accession en D1.
Après quatre saisons en D2 et une en D1, il rejoint en 2016 le CO Vernouillet en Nationale 1 (D3) mais décide rapidement de raccrocher, à même pas 25 ans, afin de privilégier ses projets professionnels.

## Palmarès
Équipe de France jeune
- Médaille d'or au Festival olympique de la jeunesse européenne 2009 (hu)[6]

 Pôle espoir de Chartres
- Champion de France interpôles en 2009

 Chartres Métropole Handball 28
- Champion de France de Nationale 1 en 2011
- Vainqueur des play-off du Championnat de France D2 en 2015